# Claudio Francesco Beaumont
Pour les articles homonymes, voir Beaumont.
Claudio Francesco Beaumont, né le 4 juillet 1694 à Turin et mort dans la même ville le 24 juin 1766, est un peintre et fresquiste italien, connu pour ses scènes mythologiques et ses compositions décoratives ou religieuses de style rococo.

## Biographie
Claudio Francesco Beaumont est originaire d'une famille française de Montpellier. Le duc Charles-Emmanuel lui accorde une pension qui lui permet d'étudier à Rome de 1716 à 1719. En 1727, le duc Victor-Amédée II de Savoie lui commande un tableau pour Tivoli.
En 1731, il est officiellement nommé peintre de la Cour à Turin avant d'être nommé premier peintre du roi et chevalier. Il y rencontre Corrado Giaquinto en 1733 et en 1740, en compagnie d'artistes, comme Juvarra, Giovanni Battista Crosato, et Francesco de Mura.
Membre honoraire de l'Académie-Saint-Luc de Rome, il devient directeur de l'Académie de Turin où il crée une manufacture de tapisseries.
Il conçoit une série de peintures à fresque au palais royal, au nombre desquelles on remarque Le Jugement de Pâris et L'Enlèvement d'Hélène. Il exécute des tableaux d'autel pour les églises de Turin et de ses environs.

## Œuvres dans les collections publiques
Aux États-Unis
- Minneapolis, Minneapolis Institute of Arts : La Bataille de Pharsale[4].

En France
- Brest, musée des beaux-arts : Allégorie de la peinture[5],[6]
- Chambéry, musée des beaux-arts :
  - Hannibal jurant haine aux Romains[7] ;
  - Alexandre le Grand et la famille de Darius[8].
- Paris, musée du Louvre, Iris envoyée à Turnus par Junon[9].

En Italie
- Turin, palais royal :
  - Le Jugement de Pâris, fresque du plafond du cabinet chinois ;
  - L'Enlèvement d'Hélène, fresque.

Œuvres de Claudio Francesco Beaumont
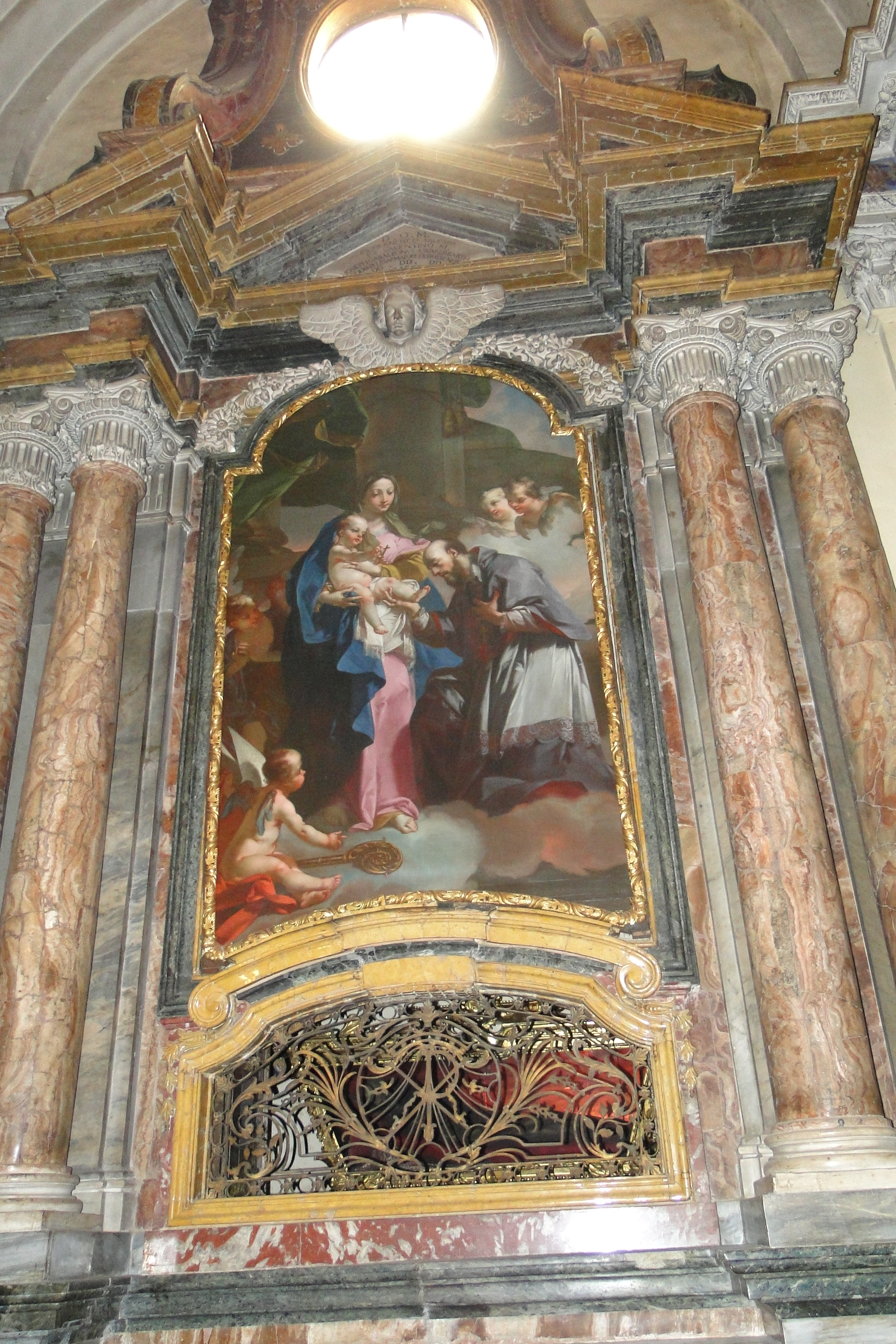
François de Salle priant la Vierge, Chieri, église San Filippo.
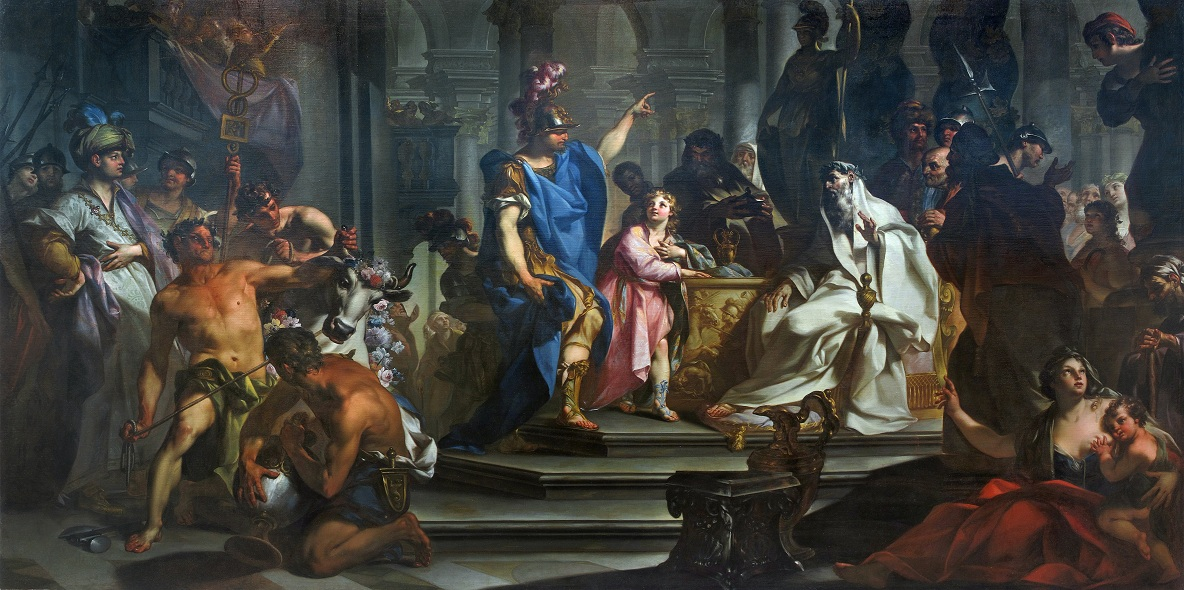
Hannibal jurant haine aux Romains, musée des beaux-arts de Chambéry.
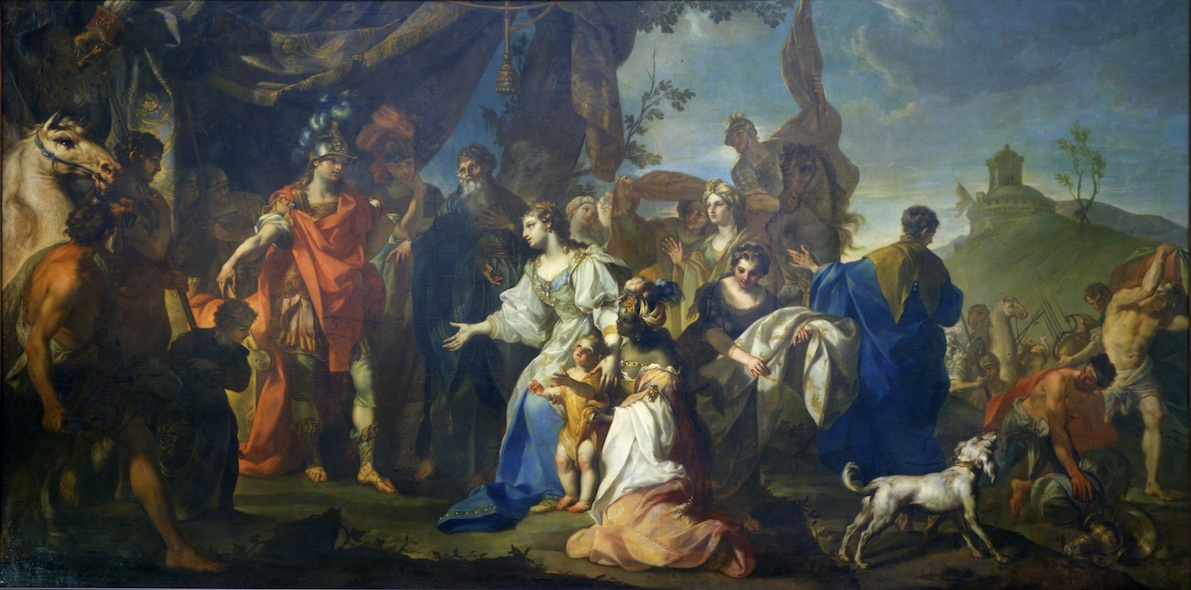
Alexandre le Grand et la famille de Darius, musée des beaux-arts de Chambéry.
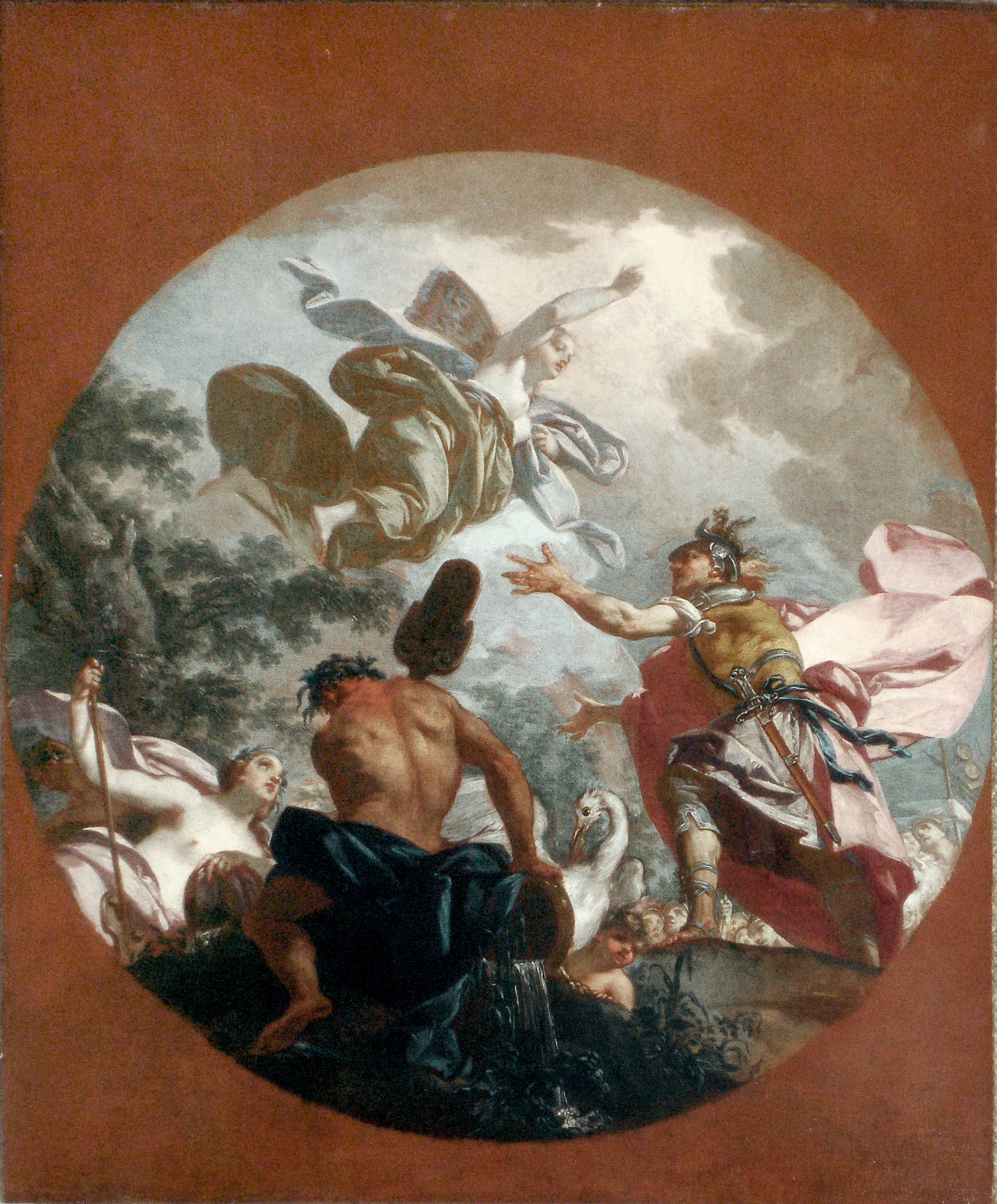
Iris envoyée à Turnus par Junon (vers 1738-1740), Paris, musée du Louvre.